# Paulus Moreelse
Paulus Janszoon Moreelse (ur. w 1571 w Utrechcie, zm. 19 marca 1638 tamże) – holenderski malarz i architekt okresu baroku.

## Życiorys
Pochodził z zamożnej rodziny w Utrechcie. Przez dwa lata był uczniem malarza portretów Michiela van Mierevelta, działającego w Delfcie. Przed rokiem 1596 odbył podróż edukacyjną do Włoch, następnie wrócił do Utrechtu i w 1596 wstąpił do gildii siodlarzy (niderl. Zadelaarsgilde), do której należeli wówczas malarze. W 1611 był jednym z założycieli gildii św. Łukasza, zrzeszającej utrechckich malarzy i jej pierwszym dziekanem (1611–1612).
Jego uczniami byli m.in. Dirck van Baburen, Pieter Danckerts i jego syn Johannes.
W 1618 roku grupa mieszkańców miasta (m.in. Moreelse oraz Joachim Wtewael), niezadowolona z działań ówczesnej rady miejskiej, wystąpiła z wnioskiem o jej odwołanie. Moreelse wszedł w skład nowej rady, w której planowano znaczną rozbudowę miasta. Projektował nowe budynki, brał udział w staraniach o utworzenie uniwersytetu (otwartego w 1636 roku).

## Twórczość
Tworzył głównie portrety oraz obrazy o tematyce historycznej i biblijnej, utrzymane w stylu manieryzmu. Rozwinął bardzo popularny w jego czasach styl arkadyjskich scen rodzajowych przedstawiających pasterzy i jasnowłose pasterki z głębokimi dekoltami. Jako architekt zaprojektował Catharijnepoort (miejską Bramę Katarzyny, niezachowaną) i prawdopodobnie fasadę targu mięsnego w Utrechcie.

## Galeria

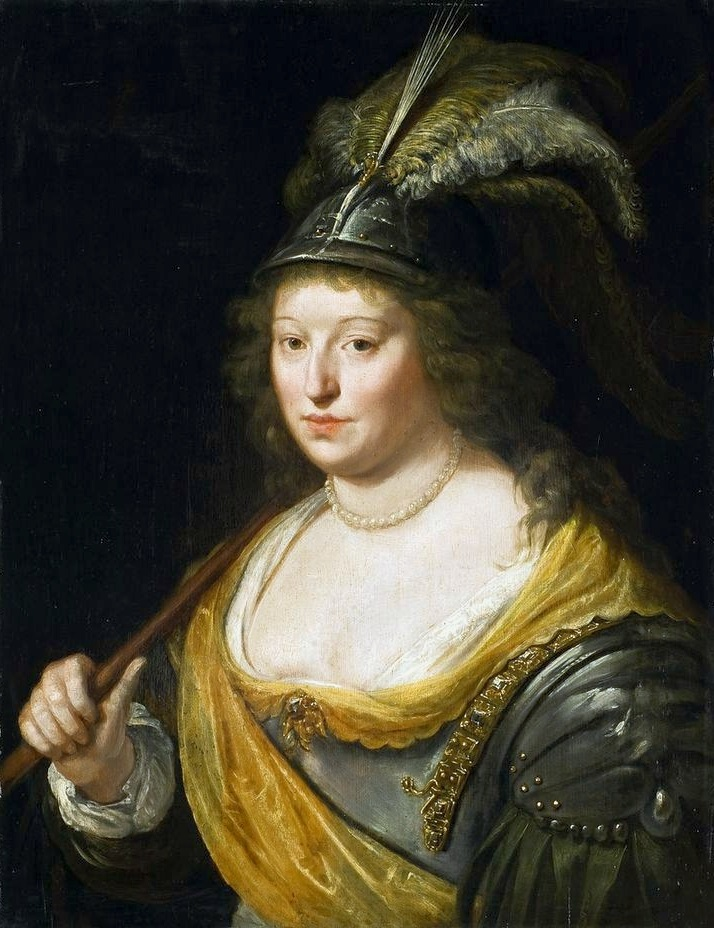
Portret damy jako Minerwy, lata 20. XVII wieku, Muzeum Narodowe w Gdańsku – Oddział Sztuki Dawnej
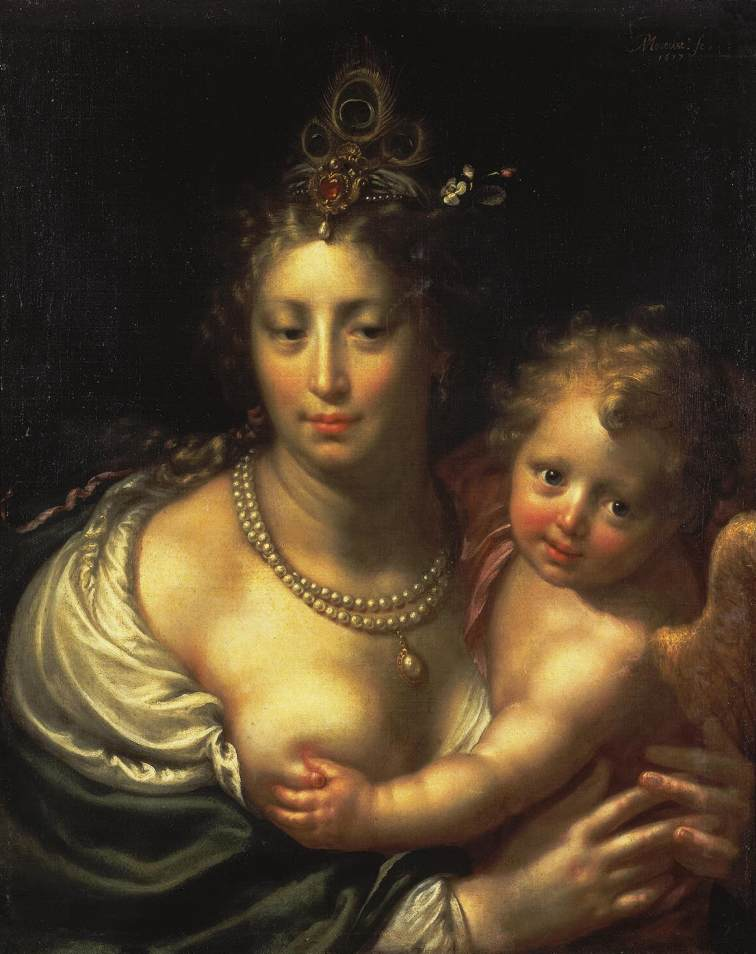
Wenus i Kupidyn, 1617, Ermitaż, Petersburg
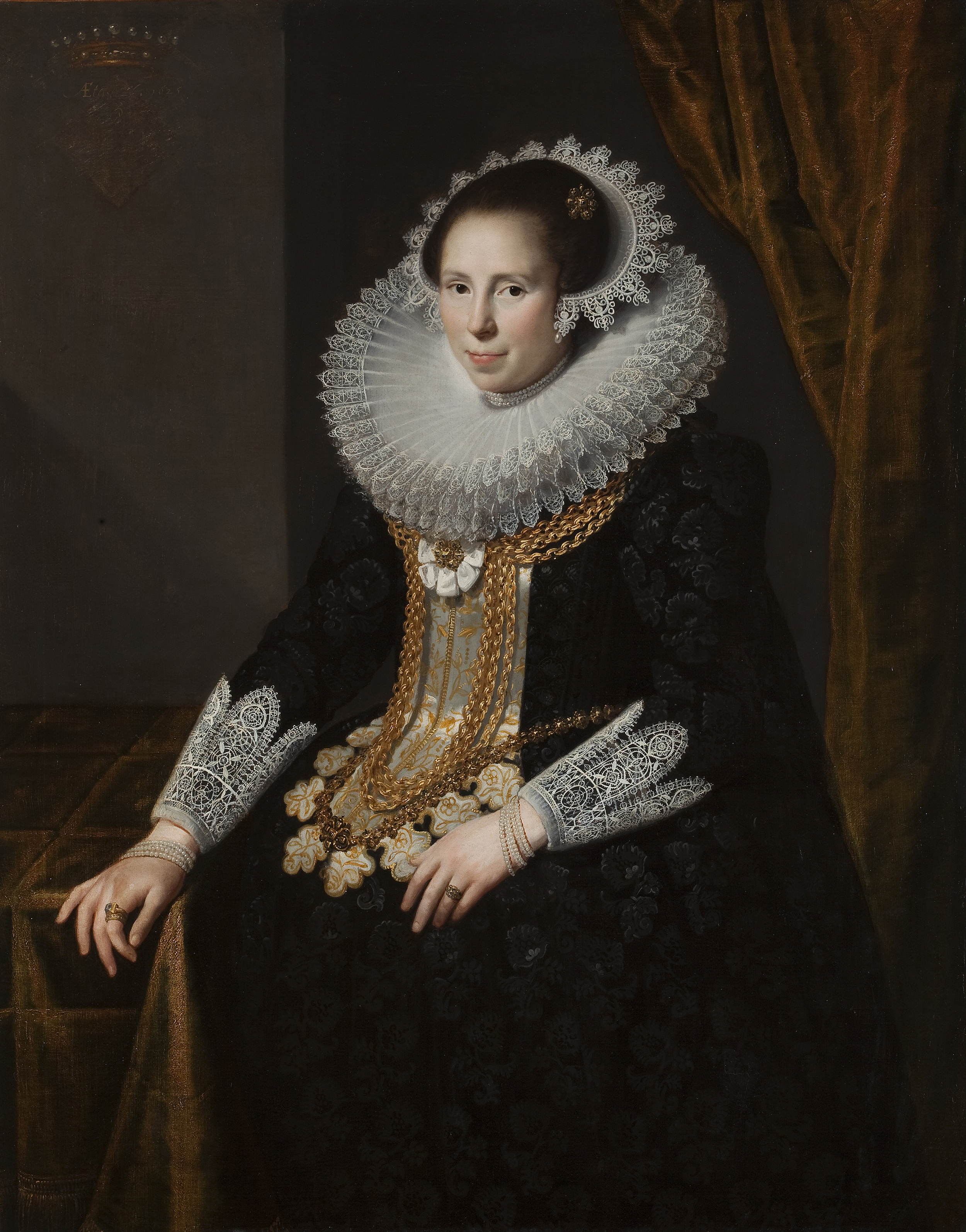
Johanna Martens, 1625, Prado, Madryt
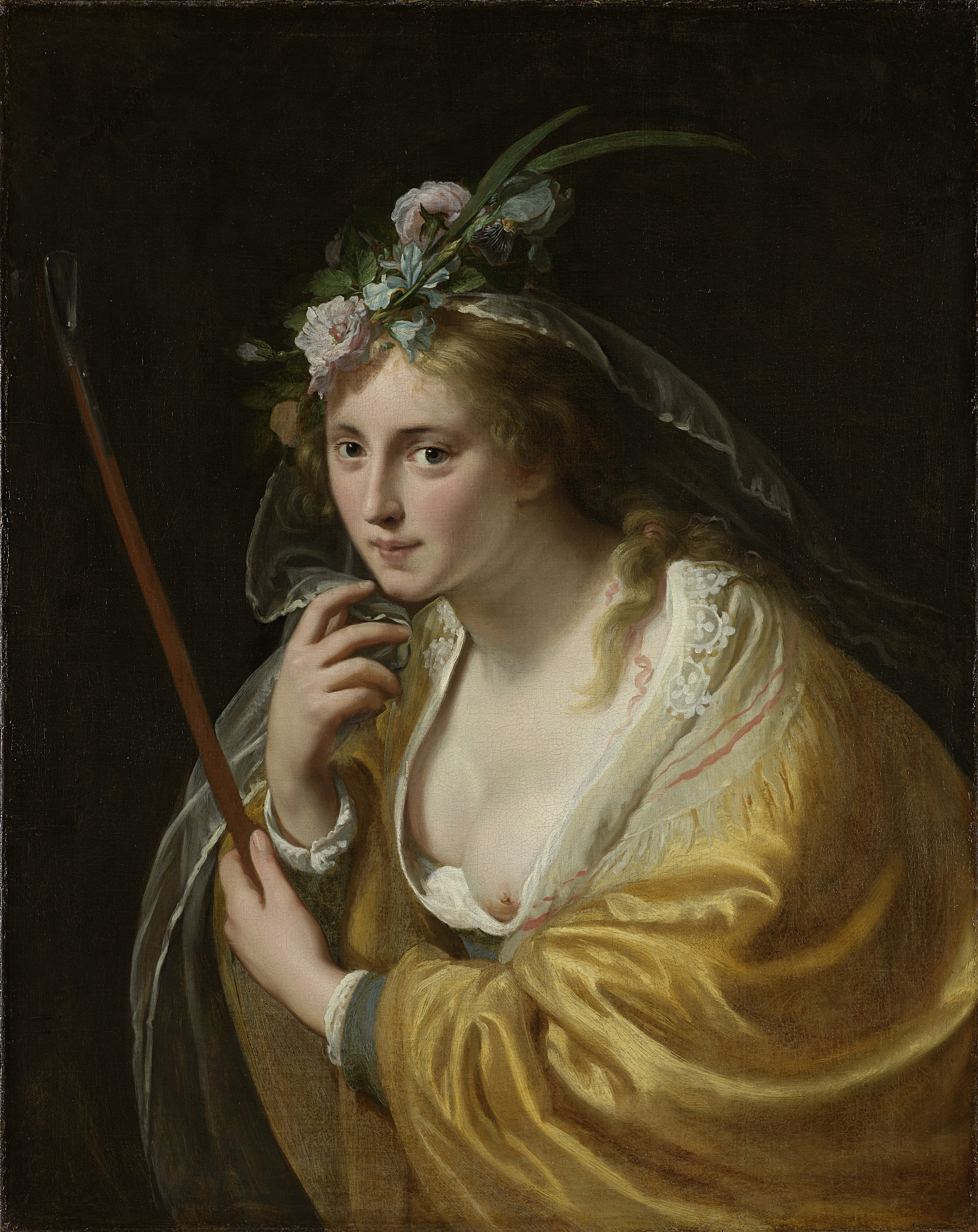
Pasterka, 1630, Rijksmuseum, Amsterdam
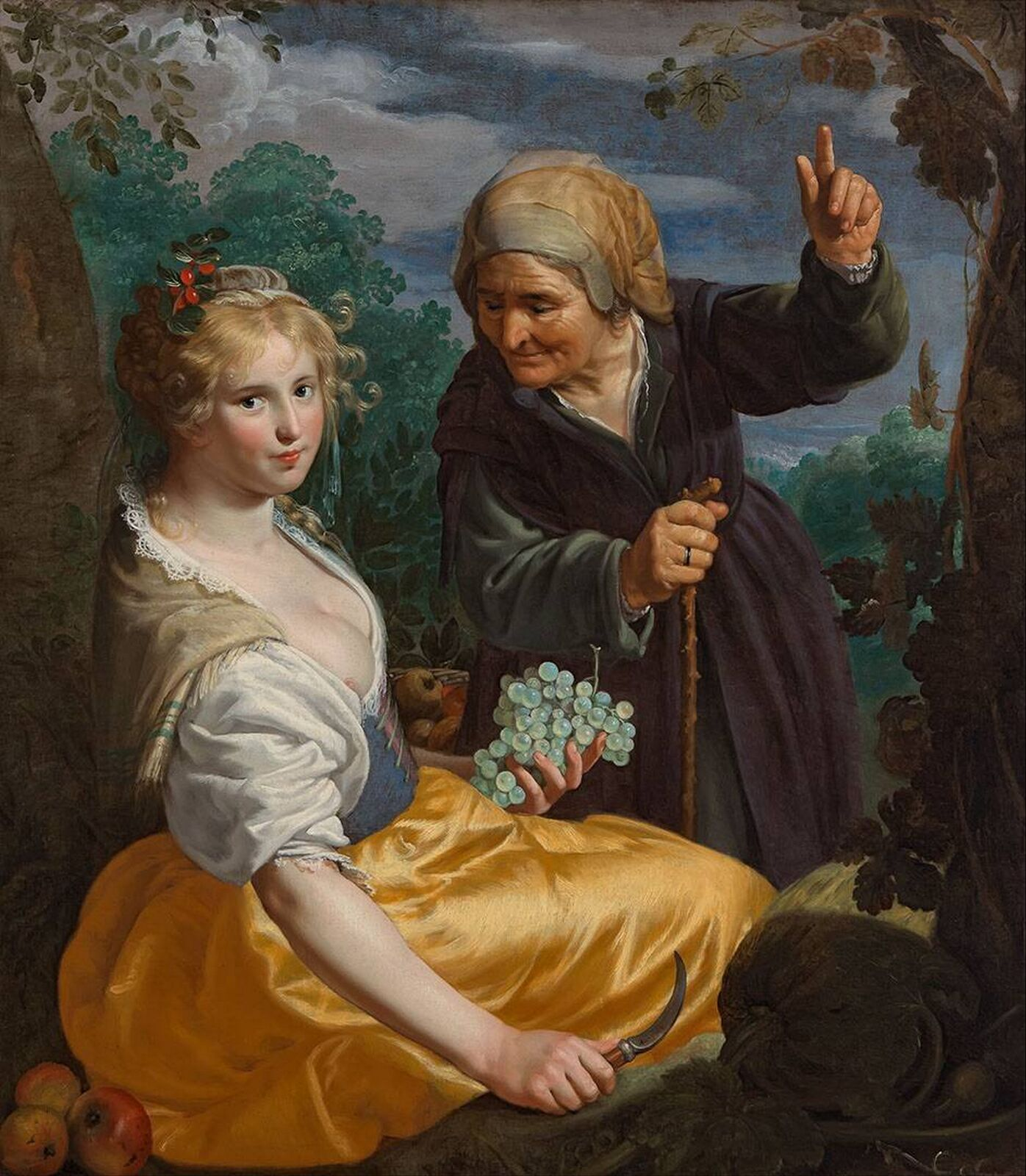
Wertumnus i Pomona, 1630, Museum Boijmans Van Beuningen, Rotterdam
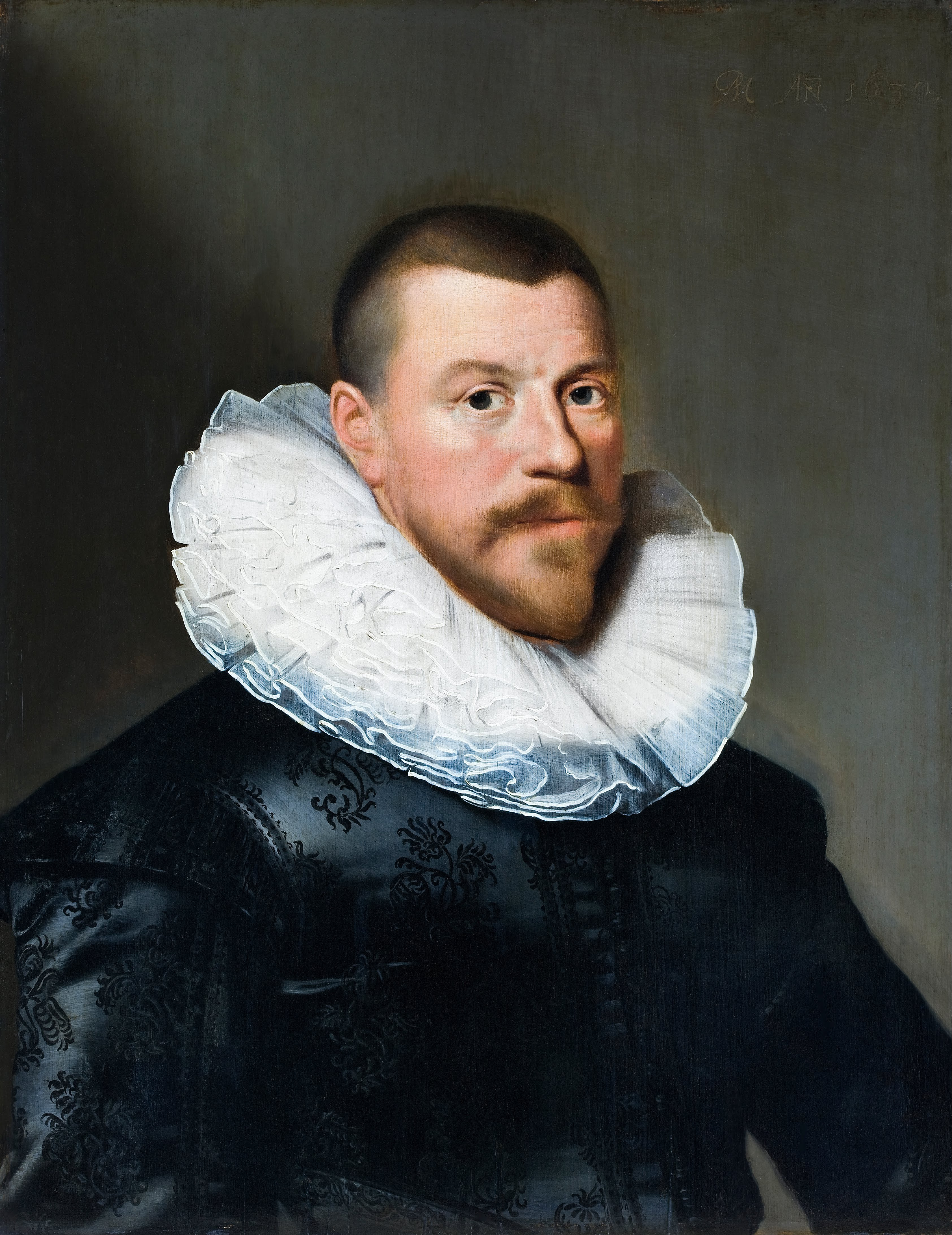
Portret mężczyzny w średnim wieku, 1630, Hallwylska museet, Sztokholm